# عين فجور
عين فجور هي إحدى القرى اللبنانية من قرى قضاء حاصبيا في محافظة النبطية.